# 阿夫洛尔
阿夫洛尔是一种含氮有机化合物，化学式C
15H
21NO
4，能作为β受体阻滞剂。